# Val Raccolana
La Val Raccolana (Cjanâl di Racolane in friulano) è una vallata delle Alpi Giulie italiane, posta nel comune di Chiusaforte (UD), lunga 13 km, con direzione ovest-est, stretta fra le pareti della catena del Montasio a nord e del Canin a sud, confinante a nord con la Val Dogna, a sud con la Val Resia, a est con la Valle del Rio Lago, ed attraversata dall'omonimo torrente che l'attraversa da est per poi gettarsi nel Fella all'altezza di Chiusaforte (Canal del Ferro).

## Geografia fisica
Prima dei tornanti per la Sella Nevea si può ammirare la cascata del Fontanon di Goriuda, raggiungibile in 10 minuti con un sentiero che inizia dalla strada principale. La strada della val Raccolana prosegue poi per Sella Nevea, noto centro di sport invernali.

### Clima
Caratterizzata da lunghi inverni freddi e da un particolare microclima, poiché la vallata intera, tranne i due borghi di Chiout Micheli e Patocco, rimane in ombra da ottobre a febbraio. Il sole che rimane per questi mesi dietro alla catena del Canin, mandando in zona d'ombra la valle e per un breve periodo anche Sella Nevea.

## Geografia antropica
Scarsamente popolata (110 ab.), vi sorgono piccoli e sparuti villaggi ormai quasi disabitati: seguendo la Strada della Val Raccolana da ovest dopo aver attraversato l'abitato di Raccolana (374 m), si trovano, inerpicandosi per alcuni km su una strada alla propria sinistra, Chiout Michel (662 m) e Patocco (770 m), riprendendo la strada provinciale 76 poi troviamo sulla destra Pezzeit (512 m) e Samedons (489 m), al centro della vallata Saletto 505 m, Chiout, Cali (565 m), risalendo strada asfaltata sulla propria sinistra, dopo Saletto vi è la località Pociolar, nome che deriva dall'antico pozzo per l'acqua presente in loco Tamaroz (616 m) invece alla propria destra, Piani di Qua (665 m), Piani di Sotto (600 m), Piani di Là (682 m), Pianatti (680 m), Stretti 766 m tutti serviti da stradine asfaltate.

## Storia
Subito dopo la fine della seconda guerra mondiale furono iniziati dalla Società Idroelettrica Alto Friuli (S.I.A.F.) i lavori per realizzare un bacino idroelettrico nella valle.
Fu costruita una variante alla strada di fondovalle che, benché non completata, è tuttora utilizzata per raggiungere Patocco e altre frazioni. La diga era prevista in corrispondenza del Ponte delle Lastre; il lago artificiale avrebbe sommerso i paesi di Pezzeit e di Saletto. A monte del Ponte delle Lastre fu costruita una briglia e una galleria di sorpasso (oggi utilizzate da un impianto idroelettrico ad acqua fluente), ma il progetto fu abbandonato ai primi anni cinquanta a causa della cattiva qualità della roccia rilevata dai sondaggi nella zona dove avrebbe dovuto sorgere la diga.

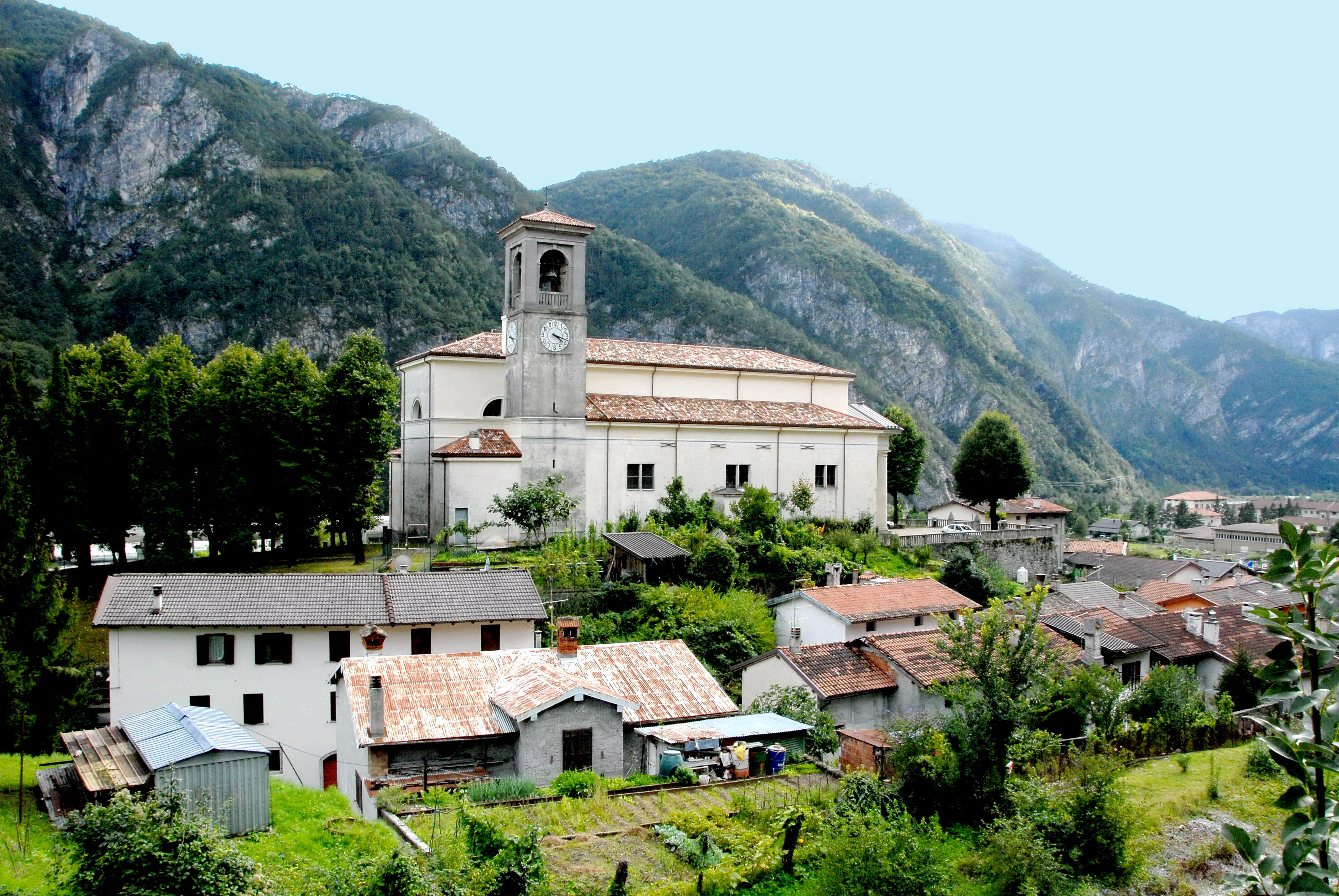
Chiusaforte